# Rhinoclemmys funerea
La tortuga endolada (Rhinoclemmys funerea) és una espècie de tortuga de la família Geoemydidae, autòctona de l'Amèrica Central. Se la troba des d'Hondures fins a Panamà. Va ser descrit el 1876 per Edward Drinker Cope.